# Pasos de cero
Pasos de cero – singel Pabla Alborána, wydany 21 stycznia 2015, pochodzący z albumu Terral. Utwór został napisany i skomponowany przez samego wokalistę, a za produkcję odpowiadał Eric Rosse.
Singel był notowany na 1. miejscu na oficjalnej liście sprzedaży w Hiszpanii i został wyróżniony złotym certyfikatem w tym kraju za przekroczenie progu 20 tysięcy sprzedanych kopii.

## Notowania

### Pozycja na liście sprzedaży
| Kraj      | Notowanie (2014/2015) | Najwyższa pozycja | Certyfikat | Sprzedaż |
| --------- | --------------------- | ----------------- | ---------- | -------- |
| Hiszpania | PROMUSICAE            | 1                 | złoto      | 20 000+  |